# Wilson Elso Goñi
Wilson Elso Goñi (* 16. Juli 1938 in Sarandí del Yí; † 1. Juli 2009 in Montevideo) war ein uruguayischer Politiker.
Goñi, der der Partido Nacional angehörte und in Verbindung zum Movimiento Correntada Wilsonista des Senators Francisco Gallinal stand, hatte zunächst in der 39. Legislaturperiode vom 15. August 1963 bis zum 14. Februar 1967 ein stellvertretendes Abgeordnetenmandat für das Departamento Treinta y Tres in der Cámara de Representantes inne. In der 41. Legislaturperiode war er ab dem 15. Februar 1972 bis zum 27. Juni 1973 gewählter Volksvertreter für dieses Departamento. Für die 43. Wahlperiode (15. Februar 1990 – 14. Februar 1995) wurde er sodann in den Senat gewählt. Parallel dazu leitete er in der Regierungszeit Luis Alberto Lacalles vom 1. März 1990 bis zum 12. März 1993 das Ministerium für Verkehr und öffentliche Bauten. Ferner war er im Laufe seiner politischen Karriere während zweier Amtszeiten von 1985 bis 1990 und 2000 bis 2005 Intendente von Treinta y Tres. Bei seiner zusätzlich erfolgten Wiederwahl für diese Position bei den Wahlen 1989 entschied er sich jedoch zur Wahrnehmung seines gleichfalls gewonnenen Senatorenmandats.